# Шестихино
Шестихино — посёлок в Некоузском районе Ярославской области России. 
В рамках организации местного самоуправления входит в Волжское сельское поселение, в рамках административно-территориального устройства является центром в Шестихинского сельского округа.

## География
Расположен в 104 км к северо-западу от Ярославля и в 11 км к востоку от райцентра, села Новый Некоуз, на развилке автодороги, ведущей из Нового Некоуза в Брейтово и в посёлок Волга. Через посёлок Волга также можно попасть в Мышкин и далее в Углич, хотя есть дорога на Мышкин и через Некоуз. Через Некоуз можно выехать также на Пищалкино и далее в Сонково, Бежецк или Красный Холм.
На южной окраине посёлка находится железнодорожная станция Шестихино на линии Сонково — Рыбинск Северной железной дороги. 

## Население
| 2007 | 2010 |
| ---- | ---- |
| 596  | ↘476 |

Согласно результатам переписи 2002 года, в национальной структуре населения русские составляли 99 % из 563 жителей.
Население на 1 января 2007 года — 596 человек.

## История
Село Шестихино и близлежащие деревни упоминаются в писцовых книгах Верховского стана XVII - XVIII веков как владения князей Черкасских. В 1768 году согласно исповедным росписям Ярославского уезда - это вотчина князя С.Н.Долгорукова. Из предания об основании села Шестихина: здесь татары задавили досками шесть русских богатырей, по-татарски "ханов". Шести-ханово. На могиле их насыпан большой курган на берегу реки Сутки. Это было в 1238 году.  
«Как на Сутке-речушке
злые татарове
задавили богатырей,
богатырей русских:
поломали белы косточки,
души из тела повышибли,
и взвилися душеньки ко престолу Божию...»

## Транспорт
На  железнодорожной станции Шестихино имеется каменный вокзал, совмещённый с автостанцией, а также высокая платформа. Помимо собственно посёлка Шестихино и расположенной в нескольких километрах от него деревни Новая У́ра, станция также обслуживает жителей соседнего райцентра Брейтово, расположенного в 58 километрах к северо-западу от неё. От Шестихино до Брейтово организован специальный автобусный рейс, поскольку в самом Брейтово железной дороги нет — построить последний участок линии Санкт-Петербург — Рыбинск (речь идёт об участке Овинище — Рыбинск, который должен был пройти около Брейтово) на том этапе помешало затопление Рыбинского водохранилища, а вероятность возобновления строительства в будущем мала.
Железнодорожный вокзал и автостанция расположены в общем каменном здании, совмещённом с высокой железнодорожной платформой, построенном по инициативе учёного-полярника И. Д. Папанина в середине прошлого века для нужд Института биологии внутренних вод, что находится в посёлке Борок.

## Предприятия
На выезде из посёлка в сторону Борка расположено ГУ ЯО «Шестихинское АТП». Данное автотранспортное предприятие обслуживает несколько десятков маршрутов в трёх районах Ярославской области: Некоузском, Мышкинском и Брейтовском.
Рядом с бывшим кирпичным заводом функционирует Мебельная фабрика

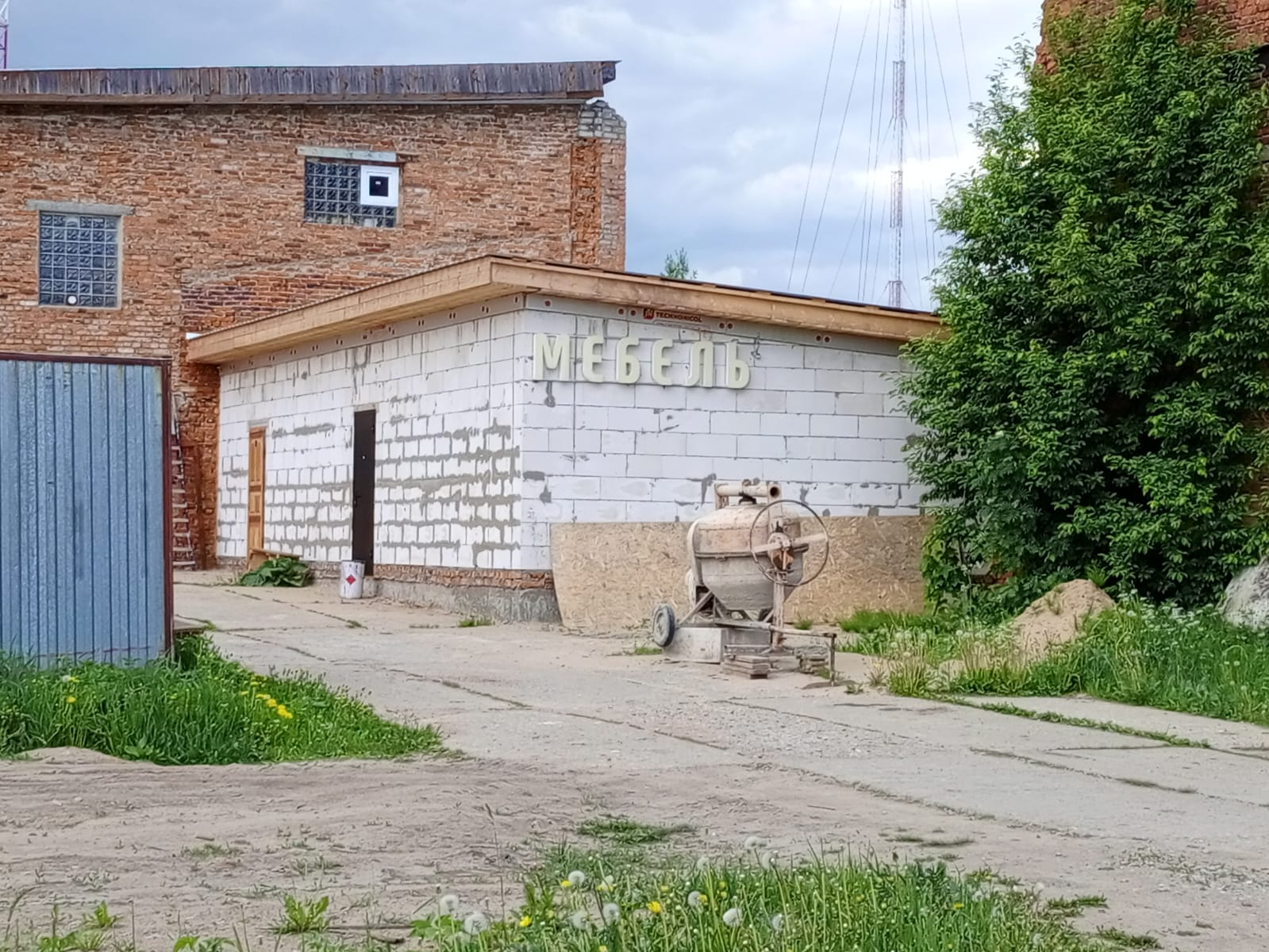
Мебельная фабрика

## Достопримечательности
- Необычно большой по местным меркам железнодорожный вокзал;
- Ранее функционировал кирпичный завод;
- Памятник защитникам Отечества;
- Бывший особняк управляющего Шестихинским кирпичным заводом А.А.Куракина.В настоящее время в здании находятся почтовое отделение и местная библиотека;
- Храм Рождества Христова в деревне Поповка[8];
- Шестихинский Дом культуры.